# João Henrique Pimentel
João Henrique Rodrigues Pimentel (Macapá, 24 de junho de 1957) é um engenheiro civil e político brasileiro filiado ao Partido Liberal. Foi prefeito de Macapá, a quarta maior cidade da região norte, entre os anos de 2001 e 2008. Também foi Secretário Estadual de Infraestrutura do Amapá.

## Biografia

### Vida Pessoal e Profissional
João Henrique nasceu na cidade de Macapá em 24 de junho de 1957. Filho de Daril da Cruz Pimentel e Filomena Rodrigues Pimentel, morou na capital amapaense até 1979, quando se mudou para Belém para cursar o nível superior. Durante sua vida escolar, estudou em tradicionais colégios amapaenses como o Grupo Escolar Barão do Rio Branco, a Escola Modelo Guanabara e o Colégio Amapaense. Aos vinte e dois anos ingressou na Universidade Federal do Pará para obter licenciatura em Matemática, curso que não viria concluir. Em 1985, forma-se em Engenharia Civil, e no ano seguinte, começa a atuar na área trabalhando na empresa Estacon Engenharia.   

### Início na Política e Prefeitura de Macapá
Durante a gestão do governador João Capiberibe, exerceu o cargo de de Diretor de Obras da Secretaria de Estado da Infra-Estrutura. Em abril de 1998, assumiu como secretário da pasta por dois anos. Saiu do cargo para concorrer à Prefeitura de Macapá pelo Partido Socialista Brasileiro (PSB). Nas eleições municipais de 2000, seus principais adversários foram Papaléo Paes (PTB) e Anníbal Barcellos (PFL). Com 42.681 votos (36% dos votos válidos) foi eleito prefeito da capital amapaense.
Nas eleições municipais de 2004, concorreu à reeleição pelo Partido dos Trabalhadores (PT). Com o apoio do então presidente Luiz Inácio Lula da Silva, obteve 65.425 votos (41,4% dos votos válidos) e foi reconduzido ao cargo no primeiro turno. No mês seguinte, foi preso pela Polícia Federal durante a Operação Pororoca. A operação tinha como objetivo investigar fraudes em licitações de 17 obras nos municípios de Macapá, Santana e Oiapoque.

### Condenado por corrupção
Em 2012, foi condenado pela Justiça Federal a seis anos de prisão, por fraude em licitação e desvio de verba pública. A decisão judicial analisou os procedimentos adotados para construção do Hospital do Câncer de Macapá, orçado em mais de R$6 milhões. Pimentel também pagará multa.